# Trips
Els trips (Thripidae) són la família de tisanòpters amb més espècies, té uns 290 gèneres que consta d'unes dues mil espècies. Es distingeixen dels altres tisanòpters per tenir un ovopositor en forma de serra, ales estretes amb dues venes i antenes amb de sis a deu antenòmers (parts de les antenes). Diverses espècies són plagues agrícoles i algunes espècies invasores. Gairebé totes d'entre aquestes pertanyen a la subfamília Thripinae. Han desenvolupat trets que els permeten ser fitòvors ocults que viuen en les zones estretes de la base de les fulles i dins les flors.

## Importància econòmica
Els danys ocasionats pels trips, en general, consisteixen en alteracions provocades per la succió dels sucs vegetals i de l'emissió de saliva, que té efectes assecants dels vegetals. Sobre òrgans de les plantes ja desenvolupats les alteracions es noten en el color, sobre es fulles provoquen decoloració acompanyada de reflexos platejats. Sobre òrgans en creixement fan atròfies, deformacions, etc. Aquests danys són particularment importants sobre plantes ornamentals, ja que representen la pèrdua total del producte.
També poden transmetre virus de les plantes i bacteris.
Entre les espècies de trips més importants hi ha:
- Drepanothrips reuteri (trips de la vinya). Polífaga en plantes llenyoses.
- Heliothrips haemorroidalis (trips dels cítrics i els hivernacles). Espècie cosmopolita i polífaga.
- Frankliniella occidentalis (trips occidentals dels hivernacles). És el trips que fa més dany. És originari de la regió neàrtica. Transmet virus com el TSWV, (Tomato Spotted Wilt Virus).
- Liothrips oleae (aranyó de l'olivera)
- Taeniothrips meridionalis (trips de les nectarines i altres).
- Thrips tabaci no només ataca el tabac sinó també el tomàquet, la patata, la ceba, etc.